# Suncus varilla
Suncus varilla es una especie de musaraña de la familia Soricidae.

## Distribución geográfica
Se encuentra en Botsuana, República Democrática del Congo, Lesoto, Malaui, Mozambique, Sudáfrica, Tanzania y Zambia,  